# Living Dead in Dallas
Living Dead in Dallas, conocido como: Vivir y morir en Dallas o Corazones muertos, es el segundo libro de Charlaine Harris de la saga The Southern Vampire Mysteries / Sookie Stackhouse, en esta historia la autora nos presenta a Sookie Stackhouse una joven camarera con telepatía, que vive en un pueblo ficticio llamado Bon Temps, en Lousiana.
En esta segunda parte ella es contratada y llevada a Dallas para usar sus habilidades telepáticas y encontrar a un vampiro desaparecido. En Dallas descubre la existencia de La Hermandad del Sol y de los hombres lobos.

## Personajes

### Personajes principales
- Sookie Stackhouse (humana), es el personaje principal.
- Bill Compton (vampiro), novio de Sookie.
- Eric Northman (vampiro), es el sheriff del área 5.

### Personajes recurrentes
- Sam Merlotte (cambiaformas), es el dueño de Merlotte's.
- Stan Davis (vampiro), es el líder del redil de vampiros de Dallas.
- Barry (humano), es el botones del hotel donde Sookie y Bill se hospedan en Dallas. Barry también es telépata.
- Steve Newlin (humano), es el pastor de la Hermandad del Sol (Fellowship of the Sun).
- Sarah Newlin (humana), es la esposa de Steve.
- Dra. Ludwig (duende), doctora que cura a Sookie de un ataque.
- Andy Bellefleur (humano), es policía, y el cadáver de Lafayette es encontrado en su auto.
- Tara Thornton (humana), ella es dueña de una tienda de ropa y amiga de instituto de Sookie.

### Personajes no recurrentes
- Lafayette Reynolds (humano), cocinero de Merlotte's.
- Callisto (menade), quiere un tributo de Eric, lastima a Sookie y conocía a Sam con anterioridad.
- Isabel Beaumont (vampira), es la segunda al mando de Stan.
- Hugo (humano), es un abogado de vampiros y novio de Isabel.
- Godric o Godfrey (vampiro), decide unirse a la Hermandad del Sol.
- Farrell (vampiro), él fue capturado por Godric y la Hermandad del Sol.
- Luna (cambia formas), ella ayuda a Sookie a escapar de la iglesia de la Hermandad del Sol.
- "Eggs" Benedict Tallie (humano), pareja de Tara.
- Mike Spencer (humano), es dueño de la casa funeraria en Bon Temps.
- Tom y Cleo Hardaway (humanos), una pareja casada que participa en una fiesta sexual. Tom y Mike Spencer mataron a Lafayette.

## Argumento
El libro inicia con Sookie Stackhouse encontrando el cadáver de Lafayette en la parte trasera del automóvil de Andy Bellefleur después de que este lo dejase en el estacionamiento del bar, Sookie decide escuchar los pensamientos de todas las personas en el bar para intentar descubrir al responsable. 
Bill Compton le dice a Sookie que tienen que ir a Fangtasia para hablar con Eric, en el camino ellos tienen una pelea y el automóvil de Bill sufre un daño mecánico, Bill va a buscar ayuda y Sookie decide caminar de regreso a Bon Temps. En el camino Sookie se encuentra con Callisto una menade acompañada de un cerdo y Callisto ataca a Sookie envenenado su sangre. Bill la lleva a Fangtasia, donde con la ayuda del Dr. Ludwig (un duende), es curada, además Eric, Pam, Chow y Bill tiene que lamer las heridas para que ella se recupere más rápido. 
Eric le informa a Bill que tiene que ir a Dallas para ayudar a Stan, a encontrar a su hermano Farrell que había desaparecido días atrás.
Sookie conoce en Dallas a un botones llamado Barry que también tiene la habilidad de leer las mentes de los demás. Stan e Isabel le dicen a Bill y Sookie la situación de la desaparición y ellos sospechan que La Hermandad del Sol está detrás de este incidente. Isabel le dice a Sookie que lleve a Hugo, su novio, para poder entrar a La Hermandad sin levantar sospechas. En la iglesia ellos conocen a Steve y Sarah Newlin. Y gracias a la ayuda de Gabe, encierran a Hugo y a Sookie en un sótano donde ella descubre que Hugo es un traidor. Mientras tanto, Sookie descubre que Farrell está encadenado y Gabe comienza a golpearla. Godfrey logra liberarla, pero Hugo se queda con Farrell, Sookie le manda mensajes telepáticos a Barry para que avise a los vampiros de la situación en la que se encuentran, después Godfrey ayuda a Sookie a escapar, pero Steve y Sarah se encuentran con Godric (que parece que se sacrificará a la puesta del sol en forma de arrepentimiento por todas las personas que mató). Él distrae a la pareja para que Sookie pueda escapar, ella completamente herida se encuentra con algunos parroquianos que desean ayudarle, al tiempo que una mujer llamada Luna finge conocerla y le ayuda a salir de la iglesia. Después Steve y Sarah se enteran de esto y persiguen a Luna y Sookie hasta que chocan contra ellas. Sookie es llevada al hospital donde gracias a Luna es tratada por un médico (también cambiaformas, como la propia Luna) y es llevada devuelta al hotel acompañada por un par de hombres lobos y Luna. 
Después de que los vampiros atacaran a la iglesia y rescatan a Farrell, Sookie regresa a la iglesia donde se encuentra con Godfrey que cumple su última voluntad de encontrar el sol y muere.
En la fiesta que organizan los vampiros por el regreso de Farrell, son atacados por The Fellowship of the Sun, donde varios mueren y Eric protege a Sookie recibiendo él una bala, Eric le pide a Sookie que saque la bala con su boca. Sookie se siente muy mal porque Bill no la protegió y se fue en búsqueda de los responsables del ataque. 
Sookie regresa sola a Bon Temps, donde es invitada a una fiesta sexual por Mike Spencer, ella acepta para tratar de descubrir quien mató a su amigo Lafayette, pero temerosa de lo que pueda pasar invita a Eric. En la fiesta ella se encuentra con su amiga Tara y su novio Eggs, más tarde Andy llega a la fiesta para tratar de descubrir lo que está pasando. En ese momento llega Callisto (menade) y Sam ( en su forma de perro collie) ella mata a todos los presentes, pero antes de esto Sookie descubre que Mike y Hardaway mataron a Lafayette. Bill, Eric deciden quemar la casa, y borran de la memoria de Andy, Eggs y Tara todo lo que pasa. Callisto se va del pueblo.
El libro finaliza cuando Bill le confiesa a Sookie que los Bellefleur son sus descendientes y le dice que lo que pasó en Dallas tendrá consecuencias y si algo le pasaba a él en el futuro se fuera con Eric Northman.

## Reconocimientos
- ¡Me encanta la imaginación y el mundo creativo de Charlaine Harris! - Christine Feehan
- Los fans de Laurell K. Hamilton 's Anita Blake ... debe amaran a Sookie Stackhouse - Publishers Weekly
- Una encantadora historia de Vampiros Sureños - Denver Post
- Charlaine Harris mezcla alegremente varios géneros para hacer uno nuevo que es su propia creación brillante - Rocky Mountain News[1]

## Adaptación a la televisión
Este segundo libro es adaptado con varios cambios a la televisión en la serie en la segunda temporada de True Blood de la cadena norteamericana HBO, creada por Alan Ball.

### Diferencias entre la novela y la serie
Mientras que la serie tiene un carácter coral en el que son varios los personajes con sus trasfondos, en la segunda novela parece que se centra más en Sookie y Bill y las situaciones que viven los dos personajes por la relación que mantienen. En Corazones muertos conocemos que Sookie, aparte de llegar a leer pensamientos y sentir impresiones de humanos, puede captar algunos pensamientos de vampiros; en esta novela solo el de Stan, líder del nido de Dallas al que Sookie es llevada para rescatar a un asiduo al mismo. Sookie logra captar el nombre por el que era anteriormente conocido.
En el segundo número de Vampiros sureños Lafayette es encontrado muerto en el coche de Andy mientras que en la serie es un personaje mucho más desarrollado y que en la tercera temporada todavía permanece en el reparto de Sangre Fresca. Con respecto a Tara y Eggs no es hasta el capítulo 9 de la novela que aparecen estos dos personajes ya como pareja. Sin embargo en la serie se conocen en la segunda temporada y van iniciando la relación poco a poco hasta la muerte de este en manos de Jason.
En el caso de Godric; en la novela es el líder de un nido en Dallas pero no es como en la serie el creador de Eric. En la serie es Godric que como Farrel en la novela decide «conocer el sol» (quedarse hasta el alba para morir por los rayos del sol) y quién tiene el poder en toda la zona. Cuando son atacados por «La compañía del Sol» en la novela son tiroteados por varios miembros pero en la serie es un humano que actúa como kamikaze con un detonador y hace volar el nido matando e hiriendo tanto a vampiros como a humanos.
Tanto en la novela como en la serie Sookie es atacada por una ménade pero en ningún momento en la novela vemos como Bill o Eric acuden a la reina de Luisiana para pedirle consejo, aunque sí que conoce a Sam de antes. Al final de la novela, Callisto, que así se llama en la versión escrita, desaparece en el bosque mientras que en la versión para la televisión es asesinada por Sam convertido en toro (que aquella cree, es su Dios). También tiene cierto parecido el momento en el que Sookie y Hugo son «raptados» por «La compañía del Sol» y encerrados en una habitación juntos dónde Sookie descubre que Hugo es el traidor que ha pasado información de los vampiros a los Newlin.